# Chris Kaman
Christopher Zane Kaman (Grand Rapids, Michigan, 28 d'abril de 1982) és un jugador estatunidenc (d'origen alemany) de bàsquet professional que juga als Dallas Mavericks de l'NBA.